# Ameerega shihuemoy
La ranita venenosa de Amarakeri (Ameerega shihuemoy) es una especie de anfibio anuro de la familia de las ranitas venenosas (Dendrobatidae). Es endémica de las selvas amazónicas del piedemonte de los Andes en el sudeste de Perú, entre los 340 y los 900 m de altitud. Se encuentra en peligro de extinción debido a la pérdida y degradación de su hábitat en su reducida área de distribución.
El dorso es negro, los flancos una mezcla de negro y azul y las patas marrones. Tiene una banda dorsolateral naranja que se extiende desde el hocico a la ingle. En la ingle esta banda se transforma en una mancha de tonos más vivos que llega a extenderse a la parte posterior del muslo. El vientre es azul claro con un patrón reticulado negro. Su canto es una nota parecida al canto de un grillo, que repite tras alrededor un segundo de pausa. Se distingue de otras especies similares por su patrón de coloración y su canto.
Habita junto arroyos en zonas de bosque poco alterado. Es una rana terrestre y de hábitos crepusculares. Las hembras depositan los huevos en agujeros y refugios creados por rocas grandes cerca de los arroyos. Una vez eclosionados, los machos transportan los renacuajos en su espalda hasta los arroyos donde se desarrollan.
Su nombre específico "shihuemoy" significa "ranita venenosa" en harákmbut, lengua hablada por parte de los grupos que habitan la reserva comunal Amarakaeri, espacio que abarca la mayor parte del área de distribución de esta especie.